# 10th Anniversary Best
『10th Anniversary Best』（テンス・アニバーサリー・ベスト）は、家入レオの2枚目のベスト・アルバム。2022年2月16日にビクターエンタテインメントより発売された。
これまでにリリースされた曲に加え、新曲「Borderless」、「花束」が収録されている。
販売形態は、通常盤、初回限定盤A、初回限定盤B、10th Anniversary盤の4形態である。初回限定盤AにはセルフカバーCDが付属し、初回限定盤Bにはミュージックビデオが収録されたDVDが付属し、10th Anniversary盤にはベストライブ映像を収録したBlu-ray Discなどが付属した。

## 収録曲

### CD
| #         | タイトル             | 作詞                 | 作曲                 | 編曲                   | 時間  |
| --------- | -------------------- | -------------------- | -------------------- | ---------------------- | ----- |
| 1.        | 「Borderless」       | 江刺愛梨、西尾芳彦   | 西尾芳彦             | 熊木敏光               | 2:59  |
| 2.        | 「空と青」           | 北川悦吏子           | 川上洋平             | [Alexandros]、佐瀬貴志 | 4:18  |
| 3.        | 「Answer」           | 家入レオ、岡嶋かな多 | 家入レオ、久保田真悟 | 久保田真悟             | 3:50  |
| 4.        | 「未完成」           | 家入レオ、岡嶋かな多 | 久保田真悟           | 久保田真悟             | 3:57  |
| 5.        | 「Prime Numbers」    | 松尾潔               | 家入レオ、久保田真悟 | 久保田真悟             | 3:45  |
| 6.        | 「この世界で」       | 尾崎雄貴             | 尾崎雄貴             | 尾崎雄貴               | 4:43  |
| 7.        | 「Spark」            | 家入レオ             | 家入レオ             | CHRYSANTHEMUM BRIDGE   | 4:19  |
| 8.        | 「もし君を許せたら」 | 杉山勝彦             | 久保田真悟、栗原暁   | 久保田真悟             | 3:30  |
| 9.        | 「あおぞら」         | 家入レオ             | 水野良樹             | 久保田真悟             | 4:26  |
| 10.       | 「恋のはじまり」     | 家入レオ             | 家入レオ             | 山口隆志               | 3:41  |
| 11.       | 「春風」             | SoichiroK            | SoichiroK、Nozomu.S  | Soulife                | 4:35  |
| 12.       | 「Relax」            | 尾崎雄貴             | 尾崎雄貴             | 尾崎雄貴               | 3:39  |
| 13.       | 「ずっと、ふたりで」 | 杉山勝彦             | 杉山勝彦             | 杉山勝彦               | 4:40  |
| 14.       | 「花束」             | 家入レオ、岡嶋かな多 | 家入レオ、久保田真悟 | 久保田真悟             | 3:49  |
| 合計時間: | 合計時間:            | 合計時間:            | 合計時間:            | 合計時間:              | 56:11 |

### CD (初回限定盤A)
セルフカバーCD
1. サブリナ
2. ripe
3. Lay it down
4. Time after Time
5. miss you
6. Last Song
7. 君がくれた夏
8. そばにいて、ラジオ

### DVD (初回限定盤B)
ミュージックビデオ集
1. ずっと、ふたりで (Music Video)
2. Relax (Music Video)
3. 春風 (Music Video)
4. もし君を許せたら (Music Video)
5. この世界で (Music Video)
6. Prime Numbers (Music Video)
7. 未完成 (Music Video)
8. Answer (Music Video)
9. 空と青 (Music Video)
10. イジワルな神様 [Music Video]
11. 君に届け (Music Video)
12. a boy (Music Video)
13. Borderless (Music Video)
14. Borderless (Behind The Scene)

### Blu-ray Disc (10th Anniversary盤)
“YOUR BEST LIVE”
投票サイトにて上位10曲にランクインしたライブ映像と、家入自らが選ぶ3曲の全13曲のライブ映像が収録されている。
1. 恍惚（5th Live Tour 2016 ～WE|ME～）
2. 僕たちの未来（5th Anniversary Live at 日本武道館）
3. サブリナ（1st Live Tour 2013 ～LEO～）
4. Party Girl（5th Live Tour 2016 ～WE|ME～）
5. 祈りのメロディ（6th Live Tour 2018 ～TIME～）
6. Still（LIVE at Zepp 2016 ～two colours～）
7. Bless You（1st Live Tour 2013 ～LEO～）
8. あおぞら（6th Live Tour 2018 ～TIME～）
9. Bouquet（7th Live Tour 2019 ～DUO～）
10. 希望の地球（3rd Live Tour 2014 ～a boy～）
11. Silly（4th Live Tour 2016 ～20～@日比谷野外大音楽堂）
12. この世界で（7th Live Tour 2019 ～DUO～）
13. Say Goodbye（1st Live Tour 2013 ～LEO～）